# Ceresbrunnen
Ceresbrunnen sind nach der römischen Fruchtbarkeitsgöttin Ceres benannte Brunnen, die in der Regel mit der entsprechenden Brunnenfigur ausgestattet sind:

## Bekannte Ceresbrunnen
| Name                                  | Ort                                                      | Baujahr                                                     | Baumeister       | Bild |
| ------------------------------------- | -------------------------------------------------------- | ----------------------------------------------------------- | ---------------- | ---- |
| Fuente de Ceres                       | Aranjuez, Palacio Real (Aranjuez), Spanien               |                                                             |                  |      |
| Ceresbrunnen                          | Caserta, Palast von Caserta, Italien                     | 1776–1779                                                   | Luigi Vanvitelli |      |
| Ceresbrunnen                          | Fürth                                                    | 1903, 1967 abgebrochen                                      |                  |      |
| Ceresbrunnen, auch Schnitterinbrunnen | München                                                  | 1905                                                        | Erwin Kunz       |      |
| Ceresbrunnen                          | Oppeln, Oberschlesien, Polen (Deutsche Gebiete vor 1945) | 1907                                                        | Edmund Gomansky  |      |
| Ceresbrunnen                          | Stuttgart                                                | 1916, 1944 abgegangen, 2009 Figurengruppe wiederhergestellt | Ulfert Janssen   |      |